# 도쿠가와 쓰구토모
도쿠가와 쓰구토모(일본어: 徳川継友, 1692년 3월 25일 ~ 1731년 1월 5일)는 에도 시대의 오와리번의 제6대 번주이다.
1716년 도쿠가와 이에쓰구가 세상을 떠나자 쇼군직 계승을 놓고 기슈번주 도쿠가와 요시무네와 경합하게 되었다. 도쿠가와 이에노부의 측실 겟코인과 아라이 하쿠세키, 마나베 아키후사 등이 쓰구토모를 지지하였으나, 오오쿠의 제1의 실권자 덴에이인이 요시무네를 지지하는 바람에 패배하였다.
| 전임 도쿠가와 고로타 | 제6대 오와리 도쿠가와 가문 당주 1713년 ~ 1730년 | 후임 도쿠가와 무네하루 |